# Komplexní regionální bolestivý syndrom
Komplexní regionální bolestivý syndrom, zkr. KRBS, je lékařský termín, který popisuje řadu stavů, které jsou charakterizovány přetrvávajícími (spontánními či vyvolanými) regionálními bolestmi, které se zdají svou mírou nebo dobou trvání nepřiměřené vzhledem k obvyklému průběhu všech známých poranění či postižení.